# Błona mięśniowa
Błona mięśniowa, mięśniówka (łac. lamina muscularis) – składająca się zwykle z mięśni gładkich część ściany wielu narządów (np. jelit, macicy), ale także naczyń krwionośnych. Zwykle znajduje się pomiędzy błoną śluzową wewnętrzną, oraz błoną zewnętrzną, zwaną często przydanką. Kurczy się pod wpływem bodźców układu współczulnego, bez wpływu świadomości.

## Naczynia krwionośne
Występuje ona głównie w tętnicach. Tworzy tam błonę środkową (tunica media). W jej skład wchodzą głównie włókna okrężne. W małych tętnicach warstwa ta jest najgrubsza. W średnich liczy już około 25-35 warstw komórek, pomiędzy którymi pojawiają się włókna i błonki sprężyste. Natomiast w tętnicach dużych, które zaliczane są do typu sprężystego, mamy do czynienia z bardzo zredukowaną błoną mięśniową na korzyść dużej liczby włókien.
W przypadku żył natomiast tkanka mięśniowa jest w nich bardziej rozproszona. Normalną ciągłą warstwę tworzą w miarę zwiększania się rozmiarów naczynia. W większych żyłach mięśniówka może w ogóle nie występować (typ włóknisty), może jej też być mniej niż włókien (typ włóknisto-mięśniowy).

## Narządy
Błona mięśniowa występuje w zasadzie w całym przewodzie pokarmowym i dużej części układu oddechowego.
W tchawicy występuje ona głównie na tylnej ścianie (łac. paries membranacea), tworząc mięsień tchawiczy. Jest on w całości gładki. Podobny występuje w oskrzelach, stopniowo obejmując całą ścianę.